# Casa Baggins
(J.R.R. Tolkien, Il Signore degli Anelli, La Compagnia dell'Anello, capitolo I)
Casa Baggins (secondo Lo Hobbit: Casa Baggins, Vicolo Cieco, Sottocolle; nell'originale inglese: Bag End) è un luogo di Arda, nell'universo immaginario fantasy creato dallo scrittore inglese J.R.R. Tolkien. È la residenza di Bilbo Baggins; costruita all'incirca nel 2880 della Terza Era da Bungo Baggins, padre di Bilbo, è situata a Hobbiville in Via Saccoforino.

## Le case Hobbit
Inizialmente gli Hobbit costruivano le loro case sotto terra, ma il rapido sfruttamento delle colline ha portato la necessità di costruire strutture sopraelevate. Poco amanti delle altezze, gli Hobbit hanno comunque mantenuto la struttura di base, edificando casette a un piano dai muri tondeggianti.
All'epoca di Bilbo, le case sotto terra, dette smial, sono riservate ai benestanti e ai più ricchi. Le case dei poveri sono poco più di un buco nel terreno: costituite da un unico ambiente, con una sola finestra ma spesso privi di aperture. Le abitazioni dei ricchi invece presentano numerosi ambienti, in particolare dispense, sono ampie e ben ramificate. Alcune, come Villa Brandy, sono abitate da più generazioni della stessa famiglia.
Casa Baggins è l'unica abitazione hobbit del tipo tradizionale descritta nelle opere di Tolkien. Si tratta di una tipica villa hobbit: costruita sotto terra, a un solo piano, ben piena di stanze perfettamente aerate e non umide, con numerose dispense. Nei libri di Tolkien vengono in realtà descritti solo l'atrio (di cui esiste persino un'illustrazione autografa dell'autore), la cucina e la dispensa, mentre le effettive dimensioni della struttura sono vagamente indicate.

## Il periodo di Bilbo
Bilbo visse pacificamente a Casa Baggins fino all'arrivo di Gandalf e dei Nani nel 2941 della Terza Era, evento che diede l'avvio alle vicende narrate ne Lo Hobbit. Al suo ritorno, l'anno successivo, ritenendolo morto, i mobili vennero messi all'asta, ma il ritorno dell'hobbit avvenuto esattamente nel giorno dell'asta impedì la dispersione della mobilia.

## Il periodo di Frodo e Sam
Alla partenza di Bilbo, dopo il festeggiamento del suo centoundicesimo compleanno, Casa Baggins passò in eredità a suo nipote Frodo. 
Dopo 17 anni, nell'ottica di un piano per depistare gli informatori di Sauron, Frodo la vendette a Lobelia Sackville-Baggins, che da molto tempo desiderava entrarne in possesso.
Lobelia abitò a Casa Baggins con suo figlio Lotho dal settembre del 3018 T.E. fino a quando, dopo l'arrivo di Saruman nella Contea, non venne imprigionata nei Bianchi Poggi e divenne la base operativa dello Stregone Multicolore.
Dopo la fine della Guerra dell'Anello, e il ritorno di Frodo nella Contea, Casa Baggins venne liberata da Saruman. Sam Gamgee, sposatosi con Rosie Cotton, si trasferì alla casa di Bukburgo acquistata da Frodo all'inizio della sua avventura. Grazie ad un sacchetto di terra di Lothlórien, dono di Dama Galadriel, Sam riportó il "verde" nella Contea e, inoltre, riuscì a far crescere una pianta di mallorn, una delle piante più belle in tutte le terre conosciute, l'unica ad est delle terre immortali e a ovest di Lórien.
Nel 3021 Frodo lasciò la Terra di Mezzo, a causa delle ferite troppo profonde per poter essere curate, e si imbarcò verso Aman. Casa Baggins passò a tutti gli effetti sotto il controllo di Sam, che la trasmise poi ai figli.

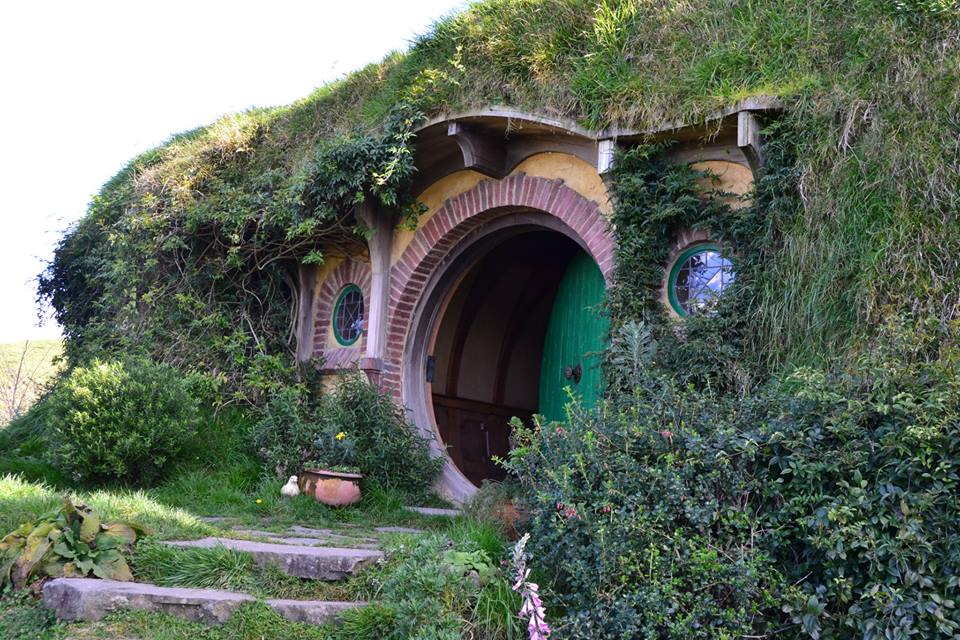
Casa Baggins così come viene mostrata nel film di Peter Jackson nel 2013

## Il nome
Il nome italiano Casa Baggins riprende il nome inglese Bag End, che contiene quel bag (sacco, borsa) che è anche in Baggins, nome non tradotto in italiano. Il nome Ovestron di Casa Baggins è proprio Labin-nec o Laban-nec o Laban-neg, con labin o laban (sacco, borsa) che è anche in Labingi, termine Ovestron per la famiglia Baggins.